# بارادسی
بارادسی (به انگلیسی: Bardsey) یک روستا در بریتانیا است که در Bardsey cum Rigton واقع شده‌است.